# Jim Bechtel
James Gary „Jim” Bechtel (ur. 1952) – amerykański rolnik zajmujący się zbieraniem wełny, oraz pokerzysta. W 1993 zwyciężył w turnieju głównym World Series of Poker.

## Życiorys
Jego pierwszym sukcesem było zajęcie drugiego miejsca w turnieju $1,500 no limit Texas Hold’em podczas World Series of Poker 1979, gdzie przegrał z Perry Greenem.
Czternaście lat później w Main Evencie dotarł do stołu finałowego z $631.000 w żetonach, co dawało mu drugie miejsce. Później wyeliminował mistrza z 1990 Mansoura Matloubiego oraz Johna Bonettiego. W finałowej rozgrywce jeden na jednego zmierzył się z Glen Cozenem, który w trzecim rozdaniu mając mało żetonów zagrał all-in i natychmiast został sprawdzony. Bechtel pokazał J♣ 6♥, a Cozen 7♠ 4♦. Na stole pojawiły się kolejno 10♦ 8♠ 3♣ 2♣ 5♦ i Bechtel zwyciężył z waletem jako najwyższą kartą i stał się pierwszym amatorem, który twego dokonał od czasu zwycięstwa Hala Fowlera w 1979. Oprócz bransoletki otrzymał za to kwotę $1.000.000.
Później jeszcze cztery razy znalazł się na miejscu płatnym w turnieju głównym: w 1986 (11-te miejsce), 1998 (16-te), 1989 (31-sze) oraz w 2002 (23-cie).
W 2006 zajął czwarte miejsce w turnieju $50,000 H.O.R.S.E. wygrywając $549.120. Trzy lata później zagrał w turnieju tylko dla mistrzów WSOP – WSOP Champions Invitational. Został wyeliminowany przez późniejszego zwycięzcę Toma McEvoya i zajął czwarte miejsce.
Jego wygrane w turniejach wyniosły $2.503.860, z czego $1.809.967 w turniejach WSOP.